# Garupa
"Garupa" é uma canção da cantora brasileira Luísa Sonza e do cantor e drag queen compatriota Pabllo Vittar, lançada em 14 de junho de 2019, servindo como segundo single do álbum de estreia de Sonza, Pandora (2019).

## Desempenho comercial
No dia 15 de junho de 2019, "Garupa" estreou em quinto lugar no top 50 do Spotify brasileiro, com 501.652 reproduções. No dia 18 de junho, "Garupa" alcançou o quarto lugar no top 50 do Spotify. Na edição do mês de junho da parada Top 50 Streaming da Pro-Música Brasil, "Garupa" estreou na posição de número 35. Na edição do mês seguinte da mesma parada, "Garupa" apareceu na posição de número 29.

## Performances ao vivo
No dia 14 de junho de 2019, Sonza performou "Garupa" pela primeira vez, durante pocket show no evento de lançamento de seu álbum Pandora.[carece de fontes?] No dia 27 de junho, Sonza performou "Garupa" no Encontro com Fátima Bernardes. Ambas apresentações aconteceram sem a presença de Vittar. "Garupa" foi incluída no repertório da turnê de Vittar, NPN Pride Tour (2019).

## Vídeo musical
O vídeo musical de "Garupa" teve direção de Os Primos (João Monteiro e Fernando Moraes), e foi lançado no dia 14 de junho, mesmo dia em que o single e o álbum foram liberados.

## Créditos da canção
Créditos adaptados do Tidal.
- Luísa Sonza - vocal
- Pabllo Vittar - vocal, composição
- Arthur Marques - composição, produção
- Maffalda - composição, produção
- Pablo Bispo - composição, produção
- Rodrigo Gorky - composição, produção
- Zebu - composição, produção

## Desempenho nas tabelas musicais
| Tabela musical (2019)                | Melhor posição |
| ------------------------------------ | -------------- |
| Top 10 Streaming (Top 10 Streaming)  | 8              |
| Top 50 Streaming (Pro-Música Brasil) | 29             |